# Euclides Zenóbio da Costa
Euclides Zenóbio da Costa (em grafia antiga Euclydes Zenobio da Costa) GCA (Corumbá, 9 de maio de 1893 — Rio de Janeiro, 29 de outubro de 1963) foi um general de exército, combatente da Força Expedicionária Brasileira, Ministro da Guerra no governo constitucional de Getúlio Vargas e considerado o idealizador da Polícia do Exército.

## Biografia

### Início da Carreira Mlitar
Era filho do general José Zenóbio da Costa e de Hermínia Mendes Gonçalves da Costa. Realizou os primeiros estudos em sua cidade natal e, em 1905, aos 12 anos de idade, matriculou-se no Colégio Militar do Rio de Janeiro. Concluiu o curso em dezembro de 1911 e nesse mesmo mês assentou praça, ingressando na Escola Militar do Realengo. Realizou os cursos de Infantaria e Cavalaria, sendo declarado aspirante-a-oficial em abril de 1915.
Foi convocado para integrar as tropas do governo que combatiam no Sul a Guerra do Contestado. Essa era a denominação do território disputado pelos estados do Paraná e Santa Catarina na região dos rios Saí e Iguaçu. Como as terras do Contestado fossem muito férteis, fazendeiros influentes começaram a desalojar os antigos ocupantes da área, pequenos agricultores que, por isso mesmo, passaram a se armar e a se organizar em torno de líderes messiânicos. A repercussão nacional do conflito levou o governo federal, a partir de outubro de 1912, a enviar várias expedições militares para combater os posseiros. As 13 primeiras expedições foram destroçadas, morrendo em combate 20 oficiais e perto de trezentos soldados do Exército. Cerca de três mil camponeses fanatizados perderam a vida lutando contra tropas regulares. Somente em outubro de 1916, ante o poderio de fogo das forças comandadas pelo general Fernando Setembrino de Carvalho, a revolta foi esmagada.

### Oficial Subalterno e Capitão
De regresso ao Rio de Janeiro, Zenóbio foi indicado para secretariar o 55º Batalhão de Caçadores. Em julho de 1917, foi promovido a segundo-tenente e passou a comandar a 4ª Seção da 1ª Companhia de Metralhadoras. Em 1921, serviu na Bahia e em janeiro de 1922 foi promovido a primeiro-tenente. Voltou ao Rio de Janeiro para servir na 4ª Companhia de Metralhadoras Pesadas. Nessa época, os meios militares andavam agitados com a campanha presidencial que opunha os candidatos Artur Bernardes, presidente de Minas Gerais, e Nilo Peçanha, senador pelo estado do Rio. A jovem oficialidade, base do tenentismo, mobilizou-se contra a candidatura de Bernardes, afinal eleito em 1º de março de 1922. Depois eles se inflamaram quando o presidente Epitácio Pessoa, em 4 de julho seguinte, ordenou a prisão disciplinar do marechal Hermes da Fonseca por este ter protestado, na qualidade de presidente do Clube Militar, contra a utilização de tropas do Exército numa disputa eleitoral em Pernambuco. No dia 5 de julho, a guarnição do Forte de Copacabana rebelou-se contra o governo, contando com a adesão dos cadetes da Escola Militar do Realengo e de alguns contingentes da Vila Militar. O movimento foi controlado em algumas horas, tendo Zenóbio tomado parte na repressão aos rebeldes. No dia 15 de novembro, Artur Bernardes assumiu a presidência da República.
Em 1924, servia como instrutor na Escola Militar do Realengo quando foi destacado pelo general João Álvares de Azevedo Costa para comandar uma coluna legalista que combatia no Sul os revolucionários que se insurgiram contra a permanência de Bernardes no poder. A Revolução de 1924 iniciou-se em São Paulo, também no dia 5 de julho, segundo aniversário da revolta do Forte de Copacabana. Era comandada pelo general Isidoro Dias Lopes, cujas tropas durante vários dias mantiveram a capital paulista sob ocupação. A cidade, entretanto, foi logo inteiramente bloqueada e incessantemente bombardeada pelos legalistas. Para não sacrificar a população civil, Isidoro recuou para o Sul do país. Alguns de seus oficiais e soldados exilaram-se em Buenos Aires e Montevidéu. Outros se juntaram às tropas sob o comando do capitão Luís Carlos Prestes, que marchavam de Santo Ângelo em direção a Mato Grosso com o objetivo de continuar a ação revolucionária. A junção da unidade revoltosa de Santo Ângelo com os remanescentes da tropa de Isidoro foi a origem da Coluna Prestes, que durante dois anos percorreria mais de dois mil quilômetros do território brasileiro, dando combate a destacamentos do Exército e a batalhões das polícias militares de vários estados que se movimentaram para defender o governo federal.
Em 1926, passou à disposição do governador do Maranhão, José Pires Sexto, acumulando naquele estado a chefia de polícia e o comando da Força Pública, tendo exercido ainda, durante alguns dias, as funções de prefeito de São Luís. Foi promovido a capitão em julho de 1928 e retornou ao Rio de Janeiro em meados de 1930, em pleno período de agitação revolucionária contra o Governo Washington Luís. Comandante, entre outubro e dezembro daquele ano, da 6ª Companhia do 1º Regimento de Infantaria, aquartelado na Vila Militar, tomou posição discreta a favor do movimento revolucionário. Com a posse do Governo Provisório de Getúlio Vargas, foi de novo enviado ao Maranhão para apurar irregularidades administrativas que teriam sido praticadas pelo governo de José Pires Sexto, deposto, como o de Washington Luís, em 24 de outubro de 1930. Encerrada sua tarefa no Maranhão, foi enviado a Belém, onde permaneceu à disposição do comandante da 8ª Região Militar.
Em janeiro de 1932, voltou novamente ao Rio para comandar a 1ª Companhia do 3º Regimento de Infantaria. Encontrava-se nesse comando quando estourou em São Paulo, no dia 9 de julho de 1932, a Revolução Constitucionalista, deflagrada pelas correntes políticas do estado em aliança com os efetivos locais do Exército e da Força Pública, com a finalidade de depor o Governo Provisório. Iniciada a contra-ofensiva governamental no Vale do Paraíba, sua unidade recebeu ordens para incorporar-se ao destacamento do coronel Manuel de Cerqueira Daltro Filho, travando contato com o inimigo nas proximidades de Itatiaia. Ocorreu, então, o primeiro recuo da vanguarda constitucionalista comandada pelo coronel Euclides Figueiredo. Na frente leste os combates entre paulistas e federais foram mais assíduos e violentos, com as forças legalistas tentando chegar a Campinas e dali abrir caminho para a ocupação militar da capital bandeirante. A atuação de Zenóbio foi posta em evidência pelos despachos do coronel Daltro, assegurando sua promoção a major no dia 5 de agosto de 1932, menos de um mês após o início das hostilidades. A revolução paulista terminou em 2 de outubro de 1932, com o pedido de armistício dirigido ao chefe do Governo Provisório pelo general Bertoldo Klinger, comandante do chamado Exército constitucionalista. Concluída a rendição, Zenóbio regressou ao Rio e, no início de 1933, assumiu o comando do 1º Batalhão do 3º Regimento de Infantaria.

### Oficial Superior
Quando Pedro Ernesto Batista, interventor e prefeito do Rio de Janeiro (então Distrito Federal), decidiu criar a Polícia Municipal, Zenóbio  convidado para comandá-la, sem prejuízo de sua condição de aluno da Escola de Estado-Maior do Exército, que cursou de fevereiro de 1935 a dezembro de 1936. Nesse período, participou da repressão ao movimento insurrecional do 3º Regimento de Infantaria, da Praia Vermelha, que se sublevou contra o governo em 27 de novembro de 1935, como parte da Intentona Comunista. Também nessa época, em maio de 1936, foi promovido a tenente-coronel.
Em agosto de 1937, Zenóbio assumiu o comando do 8º Batalhão de Caçadores, sediado em São Leopoldo, por indicação do general Daltro Filho, comandante da 3ª Região Militar, que então dava execução ao processo de deposição do governador José Antônio Flores da Cunha. Desde fins de 1936, Flores vinha acentuando suas divergências com o governo federal, aumentando os efetivos da Brigada Militar do Rio Grande do Sul e mantendo mobilizados os chamados batalhões provisórios, grupos de voluntários que haviam sido equipados com armamentos do Exército em 1932 para combater a Revolução Constitucionalista de São Paulo. Flores apoiava a candidatura de Armando de Sales Oliveira à Presidência da República, em oposição a José Américo de Almeida, o candidato semi-oficial, e se recusava sistematicamente a atender aos pedidos de devolução dos armamentos formulados pelo Ministério da Guerra. O governo federal foi então apertando o cerco até federalizar a Brigada Gaúcha em outubro de 1937, o que provocou a renúncia do governador e sua fuga para o Uruguai. A 10 de novembro seguinte, com a desarticulação de todas as resistências prováveis, Vargas instituiu o Estado Novo, suprimindo a Constituição de 1934, extinguindo todos os órgãos legislativos do país e todos os partidos políticos existentes, suspendendo as eleições marcadas para janeiro de 1938 e adotando uma Carta autoritária que iria vigorar até 1946.
Em 3 de maio de 1938, foi promovido a coronel. Nessa época, tomou a defesa de Pedro Ernesto, que fora denunciado pelo chefe de polícia do Distrito Federal, Filinto Müller, e processado pelo Tribunal de Segurança Nacional sob a acusação de cumplicidade com a revolta do 3º Regimento de Infantaria em novembro de 1935. De agosto de 1938 a janeiro de 1940, comandou o 14º Regimento de Infantaria, em São Gonçalo. Em maio de 1940, foi transferido para Campo Grande, então no estado de Mato Grosso, onde serviu no comando da 9ª Região Militar até agosto de 1941.

### Oficial General antes da Guerra
Promovido a general-de-brigada em agosto de 1941, foi transferido para Belém, com a missão de comandar a 8ª Região Militar. Iniciaram-se a essa altura, em plena Segunda Guerra Mundial, as primeiras conversações entre as autoridades militares e diplomáticas do Brasil e dos Estados Unidos com vista à montagem de sistemas defensivos no Norte e Nordeste do país contra possíveis ataques alemães a partir de bases controladas no litoral da África Ocidental por franceses ligados ao governo colaboracionista de Vichy. Temia-se que os alemães pusessem em risco a segurança do tráfego marítimo no Atlântico Sul. No comando da 8ª Região Militar, Zenóbio travou conhecimento com alguns oficiais que se encontravam em Belém na qualidade de emissários do governo norte-americano para estudar a localização das futuras bases defensivas.
Em março de 1943, foi exonerado daquela função e transferido para Caçapava, onde assumiu no mês seguinte o comando da Infantaria Divisionária da 2ª Região Militar. Em maio do mesmo ano foi escolhido para exercer o cargo de diretor-geral de Pessoal do Exército.
A 12 de Outubro de 1943 foi agraciado com a Grã-Cruz da Ordem Militar de Avis de Portugal.

### Força Expedicionária Brasileira
Com os entendimentos mantidos em Natal, em 28 de janeiro de 1943, entre os presidentes Getúlio Vargas e Franklin Roosevelt, tiveram início as primeiras providências para o envio de tropas brasileiras ao exterior em missão de guerra. Essas trocas de pontos de vista entre os dois chefes de Estado tomaram feição prática e aprofundaram-se durante o ano de 1943, com as sucessivas visitas de autoridades militares norte-americano ao Brasil e com as idas frequentes de oficiais brasileiros aos Estados Unidos para trocas de informações e acertos de detalhes. Vários oficiais brasileiros foram relacionados para estagiar em centros de treinamento militar norte-americanos a fim de entrar em contato com modernos armamentos e técnicas de combate. Zenóbio da Costa foi um desses oficiais, lá permanecendo entre agosto a novembro de 1943.
Em 7 de outubro de 1943, um decreto presidencial determinou a organização e instrução da 1ª Divisão de Infantaria Expedicionária (1ª DIE) com unidades retiradas das regiões militares sediadas no Rio de Janeiro, São Paulo, Minas Gerais e Mato Grosso. A 1ª DIE constituiu a Força Expedicionária Brasileira (FEB), cuja composição básica era de unidades de Infantaria e Artilharia. O general Zenóbio da Costa ingressou na FEB como voluntário. Sua missão principal era preparar, com treinamento adequado, os efetivos de Infantaria, de acordo com as diretrizes de instrução dos quadros e da tropa do corpo expedicionário emitidas em 18 de agosto de 1943 pelo Estado-Maior do Exército. Recebeu o prazo de 27 semanas para colocar em condições de combate a tropa sob seu comando e, a 31 de março de 1944, desfilou à frente dela na Avenida Rio Branco, sendo amplamente festejado pela população. Demonstrava assim estar pronto para o embarque, cuja data vinha sendo mantida em sigilo.
Em 2 de julho de 1944, o navio-transporte norte-americano General Mann zarpou da Guanabara conduzindo o 1º Escalão da FEB composto de 5.800 homens, sob o comando de Zenóbio da Costa, e levando a bordo o comandante-em-chefe da FEB, general João Batista Mascarenhas de Morais. Em 16 de julho, a tropa brasileira desembarcou em Nápoles, na Itália e permaneceu nas proximidades até o dia 26, quando se transferiu para a Tarquínia. No dia 5 de agosto, incorporou-se aos efetivos do V Exército dos Estados Unidos, comandado pelo general Mark Clark. A 18 deslocou-se para a região de Vada, perto do rio Arno, onde se concentravam fortes dispositivos de tropas alemãs. Nessa área o 1º Escalão, sob o comando de Zenóbio, realizou um teste ofensivo, presenciado pelo general Mark Clark e por 270 oficiais norte-americanos, ao fim do qual foi considerado apto para entrar em combate.
No dia 16 de setembro verificou-se o primeiro contato da FEB com o inimigo. Acampado em San Rossore, o 6º Regimento de Infantaria desdobrou-se em duas frentes: o 1º Batalhão da unidade marchou na direção Filetole-Monte Ghilardona, enquanto o 2º Batalhão ingressou no percurso Bozzano-Vecoli. Dessa operação resultou a ocupação de Massarosa, Bozzano e Quiza. Dois dias depois, a FEB conquistou o reduto de Camaiore. A 26 alcançou Monte Prano, no desempenho de plano ofensivo que visava a atingir a Linha Gótica, constituída de pontos fortificados nas altitudes máximas da cadeia dos Apeninos.
Em 6 de outubro, mais dois escalões da FEB chegaram a Nápoles: o 2º com 5.133 homens, comandado pelo general Osvaldo Cordeiro de Farias, e o 3º, com 5.243 homens, comandado pelo general Olympio Falconière da Cunha. Com esse reforço, Mascarenhas mudou a estrutura de comando da FEB: Cordeiro de Farias passou a comandar a Artilharia Divisionária e Zenóbio, a Infantaria. As unidades de Zenóbio foram enviadas, então, para o vale do Reno, onde a poderosa 1ª Divisão Blindada americana mantinha posições defensivas numa região montanhosa exatamente defronte às fortificações nazistas nos Apeninos, encravadas nos pontos culminantes dos montes Belvedere, Gorgolesco, Mazzancana, La Torracia, Castelo, Della Croce, Torre de Nerone e Sopropassasso.
A FEB era, estruturalmente, subordinada ao IV Corpo do Exército dos Estados Unidos, comandado pelo general Willis D. Crittenberger, que por sua vez constituía uma grande unidade do V Exército, sob o comando do general Mark Clark. Ao contrário de Mark Clark, que mantinha excelentes relações com o general Mascarenhas, o comandante do IV Corpo exigia da tropa brasileira um ritmo de operacionalidade que estava muito além de suas disponibilidades técnicas e numéricas. O general Floriano de Lima Brayner conta em seu livro "A verdade sobre a FEB" que as quatro primeiras tentativas de ataque a Monte Castelo, a principal fortaleza natural da cadeia dos Apeninos, desencadeadas nos dias 24, 25 e 29 de novembro e 12 de dezembro de 1944, foram malsucedidas porque o general Crittenberger não só desviou reforços da infantaria da FEB para outros setores de ação como ainda substituiu unidades norte-americanas por efetivos brasileiros já nos limites irresistíveis da exaustão física.
O procedimento de Crittenberger, segundo Brayner nem sempre contestado devido à timidez e inexperiência de Mascarenhas, chegou a criar dúvidas a respeito da reputação profissional do general Zenóbio e, consequentemente, a provocar desconfianças na tropa quanto à sua capacidade de comando. A 21 de fevereiro de 1945, todavia, assumindo pessoalmente a chefia das operações na frente de Monte Castelo, contrariando inclusive as expectativas de Crittenberger, o general Zenóbio da Costa lançou em combate o 1º Regimento de Infantaria sob o comando do coronel Aguinaldo Caiado de Castro. Com apoio da Artilharia Divisionária, ocupou em 15 minutos a posição considerada quase inexpugnável. Dali por diante, a FEB tomou Castelnuovo, Montese, Zocca, Montalto, Vignola, Marano e Collechio e alcançou Turim a 1º de maio, na véspera da rendição alemã em toda a frente italiana, que marcou o fim da guerra no continente europeu. No dia 9 de maio de 1945, Zenóbio foi promovido a general-de-divisão e, no mês seguinte, designado para representar o Exército Brasileiro na Parada da Vitória realizada em Londres.

### Oficial General após a Guerra

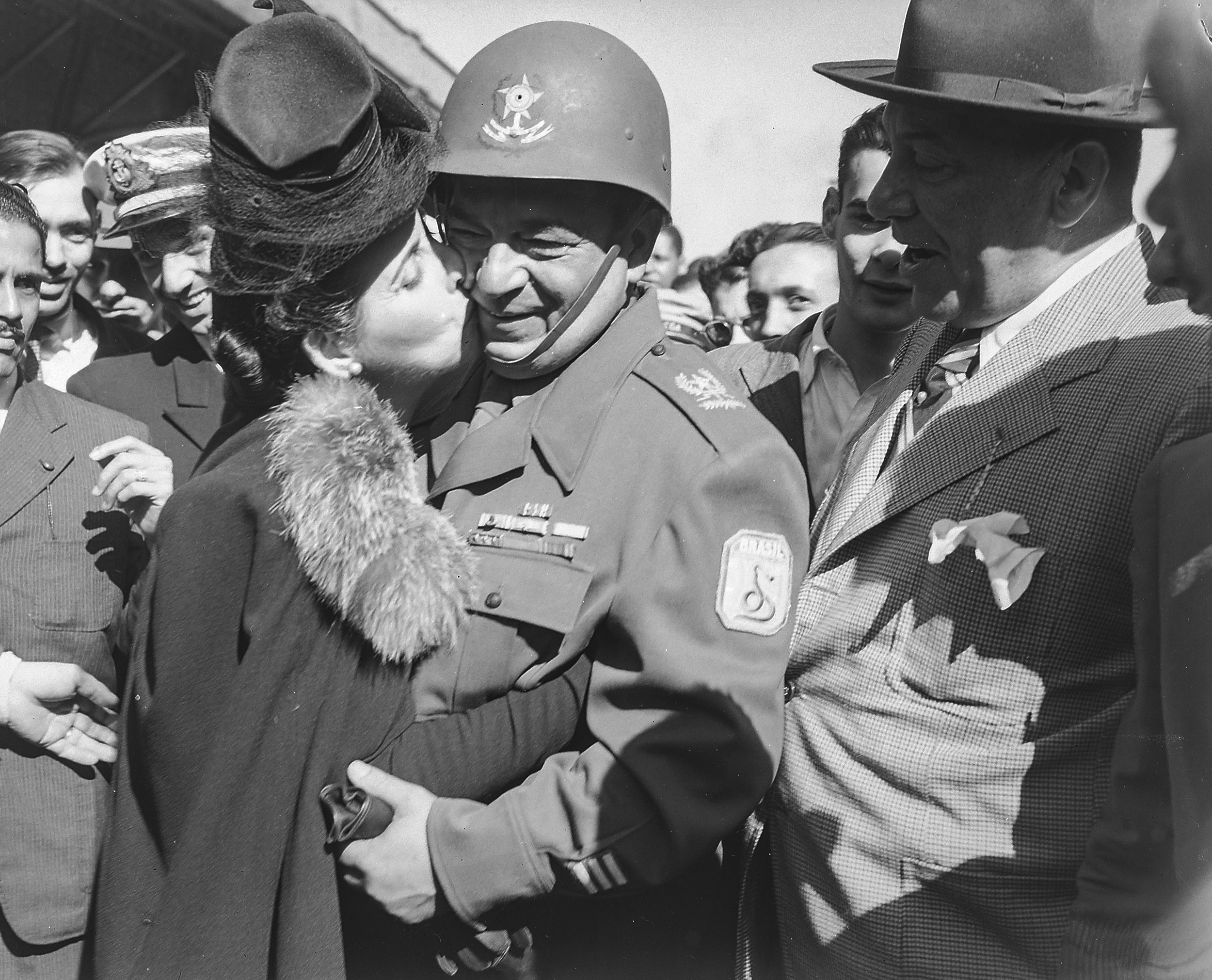
Zenóbio da Costa sendo recebido no desfile da vitória no Brasil.

Em julho de 1945, Zenóbio regressou ao Brasil, quando o país vivia um dos momentos mais ativos da campanha presidencial, tendo em vista as eleições marcadas para 2 de dezembro. Disputavam a chefia da nação o general Eurico Gaspar Dutra e o major-brigadeiro Eduardo Gomes. Dutra era candidato das forças políticas que apoiavam Vargas, enquanto Eduardo Gomes representava a oposição. Não obstante, crescia no país inteiro o chamado movimento queremista (Queremos Getúlio), que visava ao afastamento das duas candidaturas militares em favor da permanência de Vargas no poder.
No meio político acentuava-se a desconfiança quanto à posição do presidente da República em relação aos seus compromissos com Dutra, generalizando-se a suspeita de que ele próprio incentivava a propagação do movimento queremista através da máquina sindical controlada pelo Ministério do Trabalho. Vargas não se desincompatibilizou no prazo devido para concorrer às eleições, mas no dia 10 de outubro decretou a antecipação das eleições para os governos dos estados, fazendo-as coincidir com o pleito presidencial marcado para 2 de dezembro. Os governos estaduais ficariam assim livres para serem ocupados de imediato por nomes de confiança do presidente, que dessa forma se fortaleceria politicamente em todo o país. Os militares viram nisso uma manobra continuísta e em 29 de outubro, as Forças Armadas depuseram o governo. A chefia da nação foi entregue ao presidente do Supremo Tribunal Federal, ministro José Linhares. Dutra venceu as eleições de dezembro, tomando posse em janeiro de 1946.
Em 25 de junho de 1946, Zenóbio assumiu o comando da 1ª Divisão de Infantaria, a mais poderosa unidade do Exército, sediada na Vila Militar, no Rio de Janeiro. Permaneceu nesse cargo apenas 3 meses, até 9 de outubro do mesmo ano.
Em seguida, no período de 10 de agosto de 1946 a 31 de março de 1952, comandou a 1ª Região Militar. Naquela época, esse Comando se confundia com o da Zona Militar Leste, sediada no Rio de Janeiro, então capital da República.
Definidos os resultados das eleições presidenciais de 3 de outubro de 1950, com a expressiva vitória de Getúlio Vargas, as restrições em torno da legitimidade de sua posse começaram a movimentar os meios oposicionistas no Congresso e na imprensa. A tese sustentada era a de que Vargas não alcançara a maioria absoluta de votos, exigência que seus opositores julgavam implícita no texto da Constituição de 18 de setembro de 1946. O problema, como era de se esperar, refletiu-se nos quartéis. Zenóbio, no comando da Zona Militar Leste, foi procurado pelos jornais e desestimulou publicamente a ação dos que procuravam envolver as chefias militares numa decisão que já havia sido tomada pelo voto popular.
No entanto, o general Newton Estillac Leal, que comandava a Zona Militar Sul e apoiara os pronunciamentos de Zenóbio, foi o escolhido por Vargas para ocupar a pasta da Guerra. A opção do Presidente, não tendo sido do agrado de Zenóbio, colocou-o em conflito com o novo ministro, que exercia cumulativamente a liderança da corrente nacionalista do Exército, a qual o elegera, em maio de 1950, presidente do Clube Militar, em oposição ao grupo conservador chefiado pelo general Oswaldo Cordeiro de Farias. Entre esses dois grupos, o general Zenóbio e os oficiais de seu círculo de influência figuravam numa esfera oscilante, sem fixações ideológicas e conceitos políticos estabelecidos, embora decididos, na hipótese de um confronto, a uma composição indisfarçável com o grupo do general Cordeiro. Na campanha contra Estillac, acusado de favorecer o desempenho de atividades comunistas dentro do Clube Militar, Zenóbio aparecia como precioso aliado de Cordeiro, não só pela importância do comando que exercia, como pela natural extroversão do seu temperamento, sempre predisposto a pronunciamentos de efeitos retumbantes. Dessa forma, sua posição à frente da Zona Militar Leste foi de choque permanente com o ministro da Guerra.
Promovido a general-de-exército em março de 1951, prosseguiram suas dificuldades de relacionamento com Estillac, em decorrência das questões ligadas ao Clube Militar. Para evitar uma crise, Estillac solicitou demissão do Ministério da Guerra em 25 de março de 1952, ocorrendo a Zenóbio pedir, na mesma data, sua exoneração do comando da Zona Militar Leste. Vargas aceitou as solicitações de ambos. Em maio, quando Estillac, já afastado do Ministério, concorreu à reeleição no Clube Militar, Zenóbio denunciou a presença de influência comunista na tropa e tomou o partido da chapa Alcides Etchegoyen-Nelson de Mello, afinal vencedora do pleito. Depois de permanecer em disponibilidade por seis meses, Zenóbio foi convidado por Vargas para ocupar novamente o comando da Zona Militar Leste, que assumiu no dia 9 de setembro de 1952.

### Ministro da Guerra
No início de 1954, os adversários de Vargas, tanto na área civil quanto na militar, deram prosseguimento à campanha antigovernamental desencadeada nos anos anteriores. Essa campanha foi intensificada em 1953 com a instauração de Comissão Parlamentar de Inquérito destinada a apurar as transações do jornal pró-governista Ultima Hora com os estabelecimentos oficiais de crédito. O motivo principal do recrudescimento da luta oposicionista foi o decreto do governo que elevou em cem por cento o salário mínimo. Do ponto de vista dos empresários, o reajuste, atribuído à ação de João Goulart à frente do Ministério do Trabalho, vinha sobrecarregar os seus compromissos sociais e agravar os índices inflacionários. Na concepção dos militares, o reajuste quase fazia equivaler o salário mínimo aos vencimentos das categorias subalternas das Forças Armadas, pondo em risco a estabilidade do sistema hierárquico. Surgiu em fevereiro um documento que expressava a insatisfação militar, conhecido como Manifesto dos Coronéis e assinado por cerca de 80 oficiais, dentre os quais Amaury Kruel, Siseno Sarmento, Euler Bentes Monteiro, Golbery do Couto e Silva e Jurandir Bizarria Mamede. O manifesto teve como resultado o afastamento do general Ciro do Espírito Santo Cardoso do Ministério da Guerra e de João Goulart do Ministério do Trabalho. Zenóbio da Costa foi então convidado por Vargas para assumir o Ministério da Guerra, onde tomou posse em 22 de fevereiro de 1954.
Sua nova posição colocou-o em choque com as lideranças militares da Cruzada Democrática, com as quais se aliara em maio de 1952. Diante disso, tentou remover suas desavenças com Estillac, destinando-lhe o comando da Zona Militar Centro, com sede em São Paulo. Para a Zona Militar Leste, foi designado o general Odylio Denys, numa estratégia de fortalecimento do esquema defensivo do governo, já agora sob ameaça declarada de um movimento que tinha como objetivo a interrupção do mandato constitucional de Vargas.
À crise política em plena efervescência juntava-se o fato de que 1954 era um ano eleitoral. No dia 3 de outubro seriam renovados 11 governos estaduais, 2/3 do Senado e a totalidade da Câmara Federal, além de todas as assembléias legislativas, prefeituras e câmaras de vereadores do país. O jornalista Carlos Lacerda, diretor da Tribuna da Imprensa, um dos principais instrumentos das forças que combatiam o governo, era candidato a deputado federal pela antiga capital da República na legenda da UDN e foi personagem de um episódio que rompeu a normalidade da disputa eleitoral. Na madrugada de 5 de agosto, voltando de uma conferência, ao estacionar o carro na calçada em frente à sua residência na rua Toneleros, Lacerda foi atacado a tiros por um desconhecido. O major da Força Aérea Brasileira Rubens Vaz, que o acompanhava, atracou-se com o pistoleiro e foi ferido mortalmente. O atacante desapareceu em seguida. Minutos depois, as emissoras de rádio davam notícia do atentado, revelando que a vítima era ligada ao grupo do brigadeiro Eduardo Gomes.
A cidade foi logo convulsionada. A delegacia policial de Copacabana abriu inquérito, identificando-se logo que o crime teria partido de elementos da guarda pessoal de Vargas, chefiada por Gregório Fortunato. Desconsiderando a ação da polícia e pondo em dúvida a sua credibilidade, a Aeronáutica instituiu um IPM na base aérea do Galeão, sob a presidência do coronel João Adil de Oliveira. A investigação militar tomou cunho político. Os membros da guarda presidencial suspeitos de cumplicidade, inclusive o próprio Gregório, foram sendo capturados por patrulhas da FAB e recolhidos ao Galeão. Com o intuito de enfatizar sua imparcialidade na condução do IPM e inocentar o governo de qualquer responsabilidade no atentado, o presidente da República liberou todas as dependências do palácio do Catete para as diligências dos encarregados do inquérito. Entre 10 e 22 de agosto, o clima político não passou por alterações muito substanciais. Mas na noite de 22, oficiais-generais da FAB reunidos no Clube da Aeronáutica sob a presidência do brigadeiro Eduardo Gomes, voltaram a manifestar-se contra o governo, indicando a renúncia do presidente da República como única saída para a crise. O Presidente Vargas repeliu a fórmula da renúncia.
No dia seguinte, Zenóbio lançou uma advertência, reiterando que o Exército não permitiria agitações e estava pronto para garantir a normalidade política. À noite, no entanto, a posição dos brigadeiros foi fortalecida pela solidariedade do almirantado, embora não ficasse claro que a Marinha estivesse disposta a combater. Essa nova componente da crise estava sendo avaliada no Catete quando Zenóbio chegou ao palácio e informou que, dos 80 generais em postos de comando no Rio, 37 haviam assinado um memorial justificando a conveniência da renúncia de Vargas. Em face disso, o Presidente da República reuniu o ministério para novas deliberações e verificou que o ânimo de Zenóbio não era o mesmo de antes. Participando da reunião, Alzira Vargas, filha do presidente, censurou o comportamento ambivalente do ministro da Guerra e procurou demonstrar que a real situação dentro do Exército não coincidia com as evasivas de Zenóbio. As discussões generalizaram-se e, no final do encontro, ficou decidido que Vargas entraria de licença, permanecendo afastado do poder enquanto durassem as averiguações em torno do atentado.
Na madrugada de 24 de agosto, o país foi surpreendido com o suicídio de Vargas. Assumiu o governo o vice-presidente João Café Filho e Zenóbio foi exonerado do Ministério da Guerra, sendo substituído pelo general Henrique Teixeira Lott.

### 11 de novembro de 1955
Zenóbio permaneceu dez meses sem comissão e sem comando até que, com a morte de Estillac em 1º de maio de 1955, foi designado para substituí-lo no posto de inspetor-geral do Exército, tomando posse no dia 11. A agitação política não foi interrompida com o desaparecimento de Getúlio Vargas. Em vez disso, agravou-se diante da perspectiva de vitória da candidatura presidencial de Juscelino Kubitschek, lançada pelo PSD com apoio do PTB, que tinha João Goulart como candidato da chapa à vice-presidência. A ameaça à legalidade não partia exclusivamente das correntes oposicionistas do Congresso que combateram o governo Vargas, mas contava agora com o estímulo do presidente Café Filho e de toda a cúpula militar que ascendera ao poder depois de 24 de agosto. O pretexto para a conspiração consistia na resistência que o PSD e o PTB vinham opondo às proposições da UDN, que visava a criar embaraços à realização do pleito de 3 de outubro. Entre essas proposições figuravam a adoção da cédula oficial impressa e distribuída por órgãos do governo; a instituição da maioria absoluta de votos como condição para eleger-se o presidente, o que não era previsto no texto constitucional; e a aprovação da emenda parlamentarista, que implicava a suspensão das eleições de 3 de outubro.
Surgiu, então, o Movimento Militar Constitucionalista, criado no estado-maior de Zenóbio e incentivado por ele, que visava a servir de suporte à posição dos deputados e senadores do PSD e do PTB que repeliam as propostas adversárias tendentes a modificar o calendário eleitoral e a reformular as regras estabelecidas pela Constituição, o que consideravam desaconselhável num momento em que estava em curso a campanha de sucessão presidencial. Em outubro de 1955, após o pleito, quando já estava confirmada a vitória de Juscelino e Goulart, Zenóbio repetiu suas declarações de 1950, defendendo a posse dos eleitos. O general Henrique Teixeira Lott, ministro da Guerra, que adotara como norma de conduta disciplinar o não-envolvimento de militares em questões políticas, resolveu puni-lo, demitindo-o a 21 de outubro da Inspetoria Geral do Exército. Ao afastar-se do cargo, no entanto, Zenóbio já havia deixado um grupo de oficiais amigos seus suficientemente preparado para deter qualquer tentativa militar de impedir a posse dos eleitos.
Com o movimento de 11 de novembro de 1955, desfechado sob o comando do general Lott, a posse de Juscelino e Goulart foi plenamente garantida em 31 de janeiro seguinte. Em virtude de sua participação naquele movimento, em janeiro de 1956 Zenóbio foi designado para a chefia do Departamento Geral de Administração do Exército, transformado em setembro do mesmo ano em Departamento de Provisão Geral. Permaneceu no cargo até maio de 1957, quando foi transferido para a reserva no posto de marechal. Na ocasião lamentou em entrevista aos jornais que o governo não tivesse aplicado em favor dele a chamada Lei Denys, que permitiria por mais dois anos sua permanência na ativa, desde que isso fosse considerado de conveniência do regime.

### Embaixador no Paraguai
Em 9 de janeiro de 1958, Juscelino o nomeou embaixador do Brasil no Paraguai. Permaneceu em Assunção até 30 de janeiro de 1961, véspera da posse do presidente eleito Jânio Quadros, quando solicitou demissão. Ao retornar da capital paraguaia, afastou-se definitivamente da vida pública.

## Família
Era casado com Darcília Ferraz Zenóbio da Costa, com quem teve três filhas.
É avô do músico Roberto de Carvalho, esposo e parceiro musical da cantora Rita Lee.

## Homenagens
Seu nome está perpetuado em dezenove logradouros em cidades dos Estados de Mato Grosso, Minas Gerais, Pernambuco, Rio de Janeiro, Rio Grande do Sul, Santa Catarina e São Paulo.  
Em homenagem ao seu criador, em 19 de fevereiro de 1964, pelo Decreto presidencial nº 53.563, o 1.º Batalhão da Polícia do Exército, baseado na Cidade do Rio de Janeiro, recebeu a denominação de Batalhão Marechal Zenóbio da Costa.
Foi instituído Patrono da Guarda Municipal do Rio de Janeiro pelo Decreto nº 13.588 de 9 de janeiro de 1995.
O Prefeito da Cidade do Rio de Janeiro instituiu a Medalha Marechal Zenóbio da Costa outorgada a personalidades que prestem relevante colaboração com a Guarda Municipal da Cidade (Decreto nº 15.087 de 9 de setembro de 1996).